# Jeffery Deaver

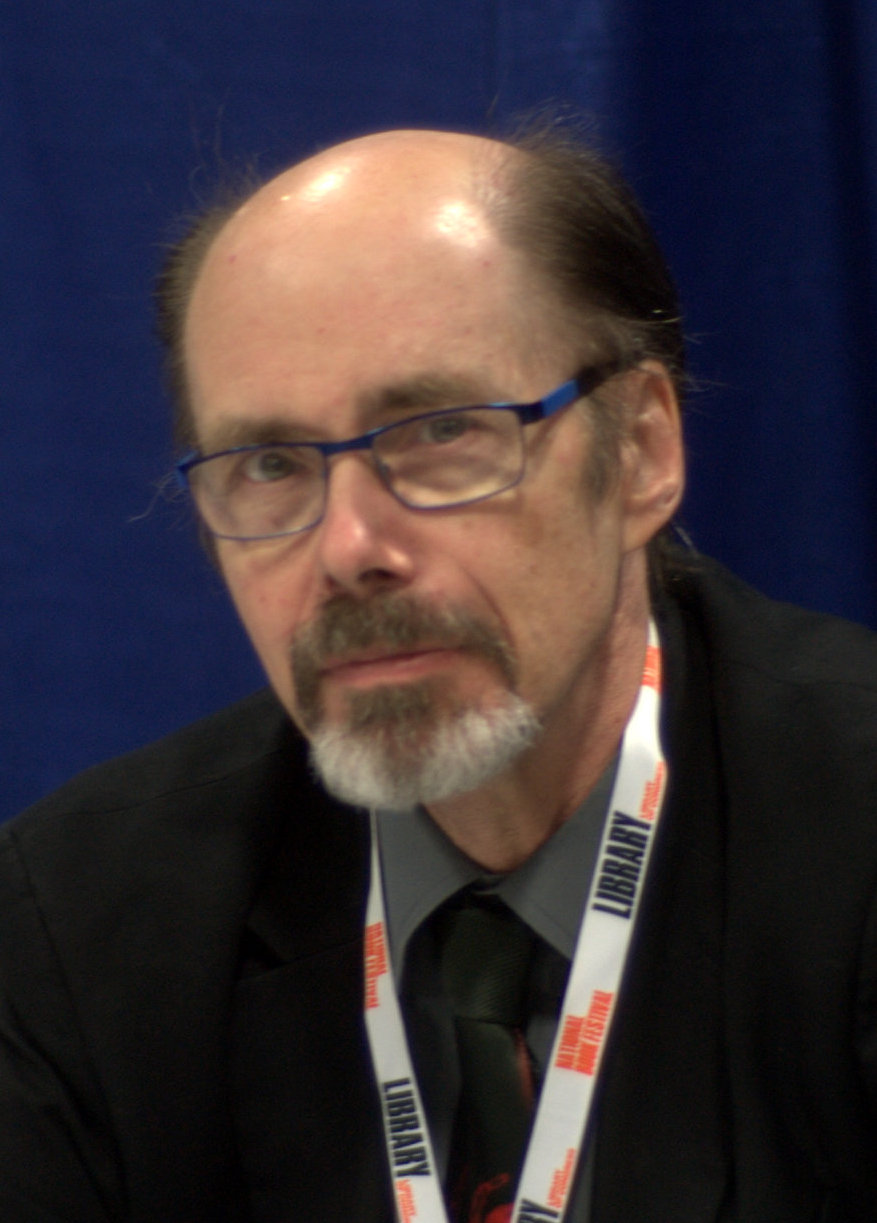
Jeffery Deaver (2018)

Jeffery Wilds Deaver (* 6. Mai 1950 in Glen Ellyn, Illinois) ist ein US-amerikanischer Thriller-Autor, dessen Bücher in 25 Sprachen, darunter Deutsch, übersetzt wurden. Besonderen Erfolg hat Deaver mit der 1997 initiierten Lincoln-Rhyme-Reihe.

## Leben
Jeffery Deaver wurde 1950 in der Nähe von Chicago geboren. Er hat eine jüngere Schwester, Julie Reece Deaver, die Bücher für Kinder und Jugendliche schreibt. Deaver begeisterte sich von Anfang an für das Schreiben und verfasste sein erstes Buch mit elf Jahren. Eine Karriere als Folksänger brach er nach fünf Jahren ab.
Nachdem er den Bachelor of Journalism an der Universität von Missouri gemacht hatte, arbeitete Deaver als Zeitungsautor. Dann schrieb er sich, um Korrespondent der New York Times oder des Wall Street Journals zu werden, bei der Fordham Law School ein. Nach seinem Abschluss arbeitete er einige Jahre als Rechtsanwalt für eine große Firma an der Wall Street. In dieser Zeit begann er Bücher und Kurzgeschichten des Genres Thriller zu verfassen.
1990 gab er den Beruf des Rechtsanwalts auf und widmete sich ausschließlich dem Schreiben.
Jeffery Deaver ist geschieden und hat keine Kinder. Er lebt mit seinem Deutschen Schäferhund Gunner wechselnd in North Carolina und Kalifornien.
Im Juli 2003 versuchte Jeffery Deaver sich als Schauspieler in der Seifenoper As the World Turns. Im gleichen Jahr veröffentlichte er eine Kollektion von sechzehn Kurzgeschichten unter dem Titel Twisted, die im deutschen Sprachraum unter dem Titel Todesreigen vertrieben wird. Ende 2006 erschien unter dem Titel More Twisted (dt. Gezinkt) ein zweiter Band mit Kurzgeschichten.
Für den kurz vor den Olympischen Spielen 1936 in Berlin spielenden Roman Garden of Beasts hat sich bisher kein deutscher Verlag gefunden. Der Titel des Buches bezieht sich auf den Berliner Tiergarten, in dem eine Schlüsselszene spielt.
Er ist bekannt dafür, seine Bücher mit zahlreichen Überraschungen und Doppelbödigkeiten zu versehen und gilt gerade deshalb als einer der besten Autoren psychologisch intelligenter Thriller.

## Werke

### Lincoln-Rhyme-Reihe
1. 1997 The Bone Collector. – Die Assistentin. dt. von Hans-Peter Kraft: Goldmann, München 1999, ISBN 3-442-41644-2. – auch als: Der Knochenjäger. dt. von Hans-Peter Kraft: Goldmann, München 2000, ISBN 3-442-43459-9.
2. 1998 The Coffin Dancer. – Letzter Tanz. dt. von Thomas Müller und Carmen Jakobs: Goldmann, München 2000, ISBN 3-442-41650-7.
3. 2000 The Empty Chair. – Der Insektensammler. dt. von Hans-Peter Kraft: Blanvalet, München 2001, ISBN 3-7645-0128-6.
4. 2002 The Stone Monkey. – Das Gesicht des Drachen. dt. von Thomas Haufschild: Blanvalet, München 2003, ISBN 3-7645-0160-X.
5. 2003 The Vanished Man. – Der faule Henker. dt. von Thomas Haufschild: Blanvalet, München 2004, ISBN 3-7645-0179-0.
6. 2005 The Twelfth Card. – Das Teufelsspiel. dt. von Thomas Haufschild: Blanvalet, München 2006, ISBN 3-7645-0201-0.
7. 2006 The Cold Moon – Der gehetzte Uhrmacher. dt. von Thomas Haufschild: Blanvalet, München 2007, ISBN 3-7645-0202-9.
8. 2008 The Broken Window – Der Täuscher. dt. von Thomas Haufschild: Blanvalet, München 2009, ISBN 978-3-7645-0296-6.
9. 2010 The Burning Wire. – Opferlämmer. dt. von Thomas Haufschild: Blanvalet, München 2011, ISBN 978-3-7645-0335-2.
10. 2014 The Kill Room. – Todeszimmer. dt. von Thomas Haufschild: Blanvalet, München 2014, ISBN 978-3-7645-0482-3.
11. 2014 The Skin Collector. – Der Giftzeichner. dt. von Thomas Haufschild: Blanvalet, München 2015, ISBN 3-7645-0538-9.
12. 2016 The Steel Kiss – Der talentierte Mörder dt. von Thomas Haufschild: Blanvalet, München 2017, ISBN 3-7645-0592-3.
13. 2017 The Burial Hour – Der Komponist. dt. von Thomas Haufschild: Blanvalet, München 2018, ISBN 978-3-7645-0646-9.
14. 2018 The Cutting Edge Hodder, ISBN 978-1-4736-1876-3 – Der Todbringer dt. von Thomas Haufschild: Blanvalet, 2019, ISBN 978-3-7645-0714-5.
15. 2021 The Midnight Lock, ISBN 978-0-00-830388-4 – Der Eindringling dt. von Thomas Haufschild: Blanvalet, München 2023, ISBN 978-3-641-30746-2.
16. 2023 The Watchmaker's Hand – Die Rache des Uhrmachers Blanvalet, München 2023, ISBN 978-3-7645-0898-2.

Die Romane The Devil's Teardrop (1999, dt. Die Tränen des Teufels), The Sleeping Doll (2007, dt. Die Menschenleserin) und XO (2012, dt. Die Angebetete) enthalten jeweils eine Szene mit Lincoln Rhyme.
Je eine Kurzgeschichte mit Lincoln Rhyme findet sich in den Kurzgeschichtensammlungen Twisted (2003) (The Christmas Present, dt. Das Weihnachtsgeschenk) und More Twisted. (2006) (Locard's Principle, dt. Die Locard’sche Regel)
In The Cold Moon wurde mit Kathryn Dance eine neue wiederkehrende Figur eingeführt. Kathryn Dance ist eine Verhörspezialistin, die insbesondere die Körpersprache der Befragten auswertet. Sie ist damit ein Gegenpol zu Lincoln Rhyme, der sich ausschließlich forensischen Techniken widmet und von der Befragung von Zeugen und Verdächtigen eher wenig Erkenntnisse erwartet. Am 5. Juni 2007 erschien unter dem Titel The Sleeping Doll (dt. Die Menschenleserin) ein eigener Roman mit Kathryn Dance als Hauptfigur, der eine eigene Reihe einleitet.

### Kathryn-Dance-Reihe
1. 2007 The Sleeping Doll. – Die Menschenleserin. dt. von Thomas Haufschild: Blanvalet, München 2008, ISBN 978-3-7645-0283-6.
2. 2009 Roadside Crosses. – Allwissend. dt. von Thomas Haufschild: Blanvalet, München 2010, ISBN 978-3-7645-0336-9.
3. 2012 XO – Die Angebetete. dt. von Thomas Haufschild: Blanvalet, München 2013, ISBN 978-3-7645-0470-0.
4. 2016 Solitude Creek – Wahllos. dt. von Thomas Haufschild: Blanvalet, München 2016, ISBN 978-3-641-18676-0.

### Rune-Reihe
- 1988 Manhattan is my Beat.
  - Manhattan Beat. dt. von Herold Hens: Rotbuch, Hamburg 2002, ISBN 3-434-53113-0.
- 1990 Death of a Blue Movie Star.
  - Tod eines Pornostars. dt. von Herold Hens: Rotbuch, Hamburg 2003, ISBN 3-434-53121-1.
- 1991 Hard News.
  - Hard News. dt. von Herold Hens: Rotbuch, Hamburg 2004, ISBN 3-434-53122-X.

### John-Pellam-Reihe
Unter dem Pseudonym „William Jefferies“
- 1992 Shallow Graves.
  - Todesstille. dt. von Helmut Splinter: Blanvalet, München 2004, ISBN 3-442-35946-5.
- 1993 Bloody River Blues.
  - Ein einfacher Mord. dt. von Helmut Splinter: Blanvalet, München 2005, ISBN 3-442-35947-3.
- 2001 Hell´s Kitchen.
  - Feuerzeit. dt. von Helmut Splinter: Goldmann, München 2003, ISBN 3-442-35823-X.

### Colter-Shaw-Reihe
- 2019 The Never Game (Colter Shaw 1).
  - Der Todesspieler. dt. von Thomas Haufschild: Blanvalet, München 2020, ISBN 978-3-7645-0749-7.
- 2020 The Goodbye Man (Colter Shaw 2).
  - Der böse Hirte. dt. von Thomas Haufschild: Blanvalet, München 2022, ISBN 978-3-7645-0786-2.
- 2021 The Final Twist (Colter Shaw 3).
  - Vatermörder. dt. von Thomas Haufschild: Blanvalet, München 2023, ISBN 978-3-7645-0826-5.
- 2022 Hunting Time (Colter Shaw 4).
  - Rachejäger. dt. von Thomas Haufschild: Blanvalet, München 2024, ISBN 978-3-7645-0873-9.

### Sonstige Bücher
- 1988 Voodoo.
- 1988 Always a Thief.
- 1992 Mistress of Justice.
  - Die Wallstreet-Anwälte. dt. von Marcel Bieger: Droemer Knaur, München 1996, ISBN 3-426-60519-8.
  - auch als: Ein tödlicher Plan. dt. von Marcel Bieger: Blanvalet, München 2005, ISBN 3-442-36036-6.
- 1993 The Lesson of her Death.
  - Tod im Hyazinthenbeet. dt. von Marcel Bieger: Droemer Knaur, München 1995, ISBN 3-426-67056-9.
  - auch als: Blutiger Mond. gleiche Übersetzung: Blanvalet, München 2004, ISBN 3-442-36021-8.
- 1994 Praying for Sleep.
  - Nachts wenn Du nicht schlafen kannst. dt. von Klaus Fröba: Droemer Knaur, München 1995, ISBN 3-426-60373-X.
  - auch als: Nachtgebet. gleiche Übersetzung: Blanvalet, München 2005, ISBN 3-442-36037-4.
- 1995 Speaking in Tongues.
  - Die Saat des Bösen. dt. von Hans-Joachim Maass: Goldmann, München 1998, ISBN 3-442-43715-6.
- 1995 A Maiden´s Grave.
  - Die Schule des Schweigens. dt. von Wulf Bergner: Blanvalet, München 1996, ISBN 3-7645-0011-5.
- 1999 The Devil´s Teardrop.
  - Die Tränen des Teufels. dt. von Gerald Jung: Goldmann, München 2001, ISBN 3-442-45036-5.
- 2001 The Blue Nowhere.
  - Lautloses Duell. dt. von Gerald Jung: Goldmann, München 2002, ISBN 3-442-45145-0.
- 2003 Twisted. (Geschichten).
  - Todesreigen. dt. von Stefan Lux; München: Goldmann 2005, ISBN 3-442-45942-7.
- 2004 Garden of Beasts.
- 2006 More Twisted. (Geschichten).
  - Gezinkt. dt. von Fred Kinzel: Blanvalet, München 2008, ISBN 3-442-36978-9.
- 2008 The Bodies Left Behind.
  - Nachtschrei. dt. von Thomas Haufschild: Blanvalet, München 2010, ISBN 978-3-442-37471-7.
- 2010 Edge.
  - Schutzlos. dt. von Fred Kinzel: Blanvalet, München 2012, ISBN 978-3-442-37720-6.
- 2011 Carte Blanche: The New James Bond Novel.
  - Carte Blanche: Ein James-Bond-Roman. dt. von Thomas Haufschild: Blanvalet, München 2012. ISBN 978-3-7645-0426-7.
- 2013 The October List.
  - Blinder Feind. dt. von Fred Kinzel: Blanvalet, München 2015. ISBN 978-3-442-38407-5.

## Verfilmungen
In Filmform
- 1997 Dead Silence (TV-Verfilmung von A Maiden´s Grave) mit James Garner und Marlee Matlin, Regie: Daniel Petrie Jr.
- 1999 Der Knochenjäger
- 2010 The Devil's Teardrop (TV-Verfilmung)

In Serienform
Im Jahr 2020 erschien die Serie Lincoln Rhyme: Der Knochenjäger, basierend auf dem Roman Die Assistentin aus der Lincoln Rhyme-Reihe. Seit 2024 wird die Serie Tracker ausgestrahlt, die auf dem Roman Der Todesspieler aus der Colter-Shaw-Reihe basiert.

## Auszeichnungen
Als Autor von über zwanzig Büchern wurde Deaver unter anderem für vier Edgar Awards von den „Mystery Writers of America“ und einen „Anthony Award“ nominiert und ist dreimaliger Gewinner des „Ellery Queen Readers Award“ für die beste Kurzgeschichte des Jahres.

2001 gewann er den „W.H. Smith Thumping Good Read Award“ für seinen Lincoln-Rhyme-Roman „Der Insektensammler“ (Originaltitel: The Empty Chair).

Für die Darstellung der Lincoln Rhyme-Figur wurde Jeffery Deaver der „Dream-Award-Preis“ verliehen.
Seine Bücher fanden sich in zahlreichen Bestsellerlisten, wie denen der New York Times, der London Times und der Los Angeles Times. Weitere renommierte Auszeichnungen:
- 1999: Nero Wolfe Award für The Bone Collector (dt. Die Assistentin. Goldmann, München 1999)
- 2004: Ian Fleming Steel Dagger für Garden of Beasts
- 2009: International Thriller Award für The Bodies Left Behind
- 2021: Edgar Allan Poe Award – Grand Master Award